# 帕克 (亚利桑那州)
帕克（Parker）位于美国亚利桑那州西北部科罗拉多河畔，是拉巴斯县的县治。根据美国2000年人口普查，共有人口3,140人，其中白人占62.04%、美国原住民占23.09%、非裔美国人占1.88%。 

## 地理
帕克的座標為34°8′41″N 114°17′23″W / 34.14472°N 114.28972°W（34.144644,-114.289686）。根據2000年人口普查，本城面積為22.0平方英里（56.98平方），只有0.05%面積為水域。

## 氣候
帕克擁有乾旱氣候，其夏季酷熱，冬季溫暖。